# Élections territoriales néo-calédoniennes de 1984
 (août 2025).
Si vous disposez d'ouvrages ou d'articles de référence ou si vous connaissez des sites web de qualité traitant du thème abordé ici, merci de compléter l'article en donnant les références utiles à sa vérifiabilité et en les liant à la section « Notes et références ».
Les élections territoriales de 1984 eurent lieu le 18 novembre pour renouveler l'Assemblée territoriale de la Nouvelle-Calédonie, dont le mandat de cinq ans, précédemment renouvelé le 1er juillet 1979, arrivait à sa fin.

## Contexte
Le début des années 1980 est marqué par une hausse des tensions entre les deux camps opposés sur la scène politique locale : les indépendantistes, nationalistes kanak jusque-là proches de la gauche métropolitaines, autour du Front indépendantiste (FI) du président du conseil de gouvernement Jean-Marie Tjibaou ; et les anti-indépendantistes de droite, dont la principale force reste le Rassemblement pour la Calédonie dans la République (RPCR) du député Jacques Lafleur. Aux affaires depuis 1982 grâce à une alliance avec les non-indépendantistes mais autonomistes centristes de la Fédération pour une nouvelle société calédonienne (FNSC) du maire de Bourail Jean-Pierre Aïfa, le FI n'a toutefois pas réussi à faire évoluer le Territoire vers le but qu'il s'est fixé (l'« Indépendance kanak socialiste » ou IKS) mais qui reste minoritaire dans l'électorat néo-calédonien. Les espoirs, suscités au sein des indépendantistes par l'élection à la présidence de la République du socialiste François Mitterrand, de voir le gouvernement central défendre leur cause et le détachement rapide de la Nouvelle-Calédonie de la France, ont été déçus : la table ronde de Nainville-les-Roches, en juillet 1983, entre le Front indépendantiste emmené par Jean-Marie Tjibaou, la délégation RPCR de Jacques Lafleur et le gouvernement représenté par le secrétaire d'État à l'Outre-mer Georges Lemoine, est perçu comme un échec par les deux camps. Le fait que le ministre reconnaisse  aux Kanaks un « droit inné et actif à l'indépendance » heurte les anti-indépendantistes, tandis que la délégation Tjibaou appelle à l'organisation d'un référendum d'autodétermination rapide (avant 1986) et que seuls les Kanaks et les non Kanaks nés sur le Territoire ou ayant un ascendant né en Nouvelle-Calédonie puissent participer au scrutin. 
Le statut dit « Lemoine » (du nom du secrétaire d'État), mis en place par la loi du 6 septembre 1984, est ainsi fortement contesté par les deux parties. Le RPCR, quoique dans l'ensemble favorable à un certain degré d'autonomie (ce que confère largement le statut, la compétence du Territoire, de droit commun, n'excluant que les fonctions dites « régaliennes », les principes directeurs du droit du travail, l'enseignement du second cycle du second degré, l'enseignement supérieur et la communication audio-visuelle ; le conseil de gouvernement est transformé en un gouvernement du Territoire dont le président n'est plus le Haut-commissaire mais est élu par l'Assemblée territoriale, tandis que les membres de l'exécutif, nommés par ce président et qui prennent le titre de « ministres », retrouvent des compétences individuelles, ce qui n'avait plus été le cas depuis l'abrogation du statut de la loi-cadre Defferre en 1963), rejette ce statut qui semble ouvrir la porte à une possible séparation de la République française. De son côté, le FI conteste l'échéance du référendum (fixée à 5 ans maximum à partir de l'application de la loi) et le fait que la question du corps électoral soit discutable (est créé un comité État-Territoire avec notamment pour rôle de préparer les conditions dans lesquelles sera exercé le droit à l'autodétermination, alors que les indépendantistes considèrent que leurs revendications en la matière sont non négociables).
Considérant finalement la quête de l'indépendance comme impossible à obtenir à l'intérieur des institutions territoriales, Jean-Marie Tjibaou transforme lors de son congrès tenu à Nouméa les 22, 23 et 24 septembre 1984, le FI en un Front de libération nationale kanak et socialiste (FLNKS, comprenant l'Union calédonienne de Tjibaou, le Parti de libération kanak d'Élie Poigoune, le Front uni de libération kanak de Yann Céléné Uregeï, l'Union progressiste en Mélanésie d'Edmond Nékiriaï et André Gopoea, le Groupement des femmes kanak et exploitées en lutte fondées comme l'aile militante féminine en 1983, le syndicat Union syndicale des travailleurs kanaks et des exploités créé en 1981 par Louis Kotra Uregei et le Parti socialiste calédonien rebaptisé pour l'occasion Parti socialiste de Kanaky de Jacques Violette), et décide la mise en place d'un boycott actif des élections territoriales. La campagne et le jour du scrutin sont marqués par des violences et des barricades montées par des militants FLNKS. Le symbole du boycott des élections et de l'action indépendantiste est alors incarné par Éloi Machoro, secrétaire général de l'Union calédonienne, qui brise une urne à coup de tamiok (hache de guerre traditionnelle kanak) dans sa commune de Canala. C'est le point de départ de ce qui sera appelé « Événements », période de violents conflits politiques, sociaux mais aussi ethniques qui va mettre la Nouvelle-Calédonie au bord d'une forme de « guerre civile » jusqu'en 1988.        
Tous les indépendantistes ne boycottent pas pour autant les élections : le parti Libération kanak socialiste (LKS), fondé par l'une des figures historiques de l'activisme d'extrême-gauche et grand-chef de Guahma à Maré, Nidoïsh Naisseline, qui a quitté le Parti de libération kanak (Palika, dont il était pourtant l'un des principaux dirigeants depuis sa création en 1975) lorsque ce dernier a lui-même décidé de se retirer du FI en mai 1981 pour protester contre la stratégie électorale du Front lors des élections nationales, jugée trop proche du Parti socialiste. Le LKS a donc adopté une position modérée, réformiste et légaliste qui l'a poussé à se maintenir au sein du Front indépendantiste mais également à ne pas rejoindre le FLNKS. Il défend le maintien d'une participation aux élections locales et développe défend l'obtention de l'indépendance par la négociation. Il s'est d'ailleurs allié pour ces élections à la fédération locale du Parti socialiste (PS) de Jean-Paul Caillard et Max Chivot, elle-même créée en 1981 par d'anciens membres du Parti socialiste calédonien (PSC).
Au sein de l'Union calédonienne, Gabriel Païta, une figure historique du parti et directeur de son journal politique (L'Avenir calédonien), décide, par attachement au discours non-violent des origines du mouvement, de braver la consigne de boycott (avec le soutien des chefferies du Sud) et forme une liste commune avec la FNSC de Jean-Pierre Aïfa. Cette nouvelle formation prend le nom d'Union pour la liberté dans l'ordre (ULO), renvoyant ainsi à l'Union des indigènes calédoniens amis de la liberté dans l'ordre (UICALO) créée en 1946 par les nouveaux membres de l'élite mélanésienne formée dans les missions catholique comme Rock Pidjot ou Gabriel Païta et qui constitua en 1953, avec son homologue protestante, l'Association des indigènes calédoniens et loyaltiens français (AICLF) du pasteur Charlemagne et de Doui Matayo Wetta, le socle fondateur de l'UC. Gabriel Païta est officiellement exclu de l'UC le 11 novembre 1984.    
Face à la radicalisation du FI devenu FLNKS, le camp anti-indépendantiste connaît lui aussi un durcissement en marge du RPCR. Une branche locale du Front national est créée en 1984 sous la houlette de l'écrivain de roman noir Alain Fournier (A.D.G.), du maire de Thio exclu de l'UC en 1976 Roger Galliot, ou encore le mélanésien François Néoeré, ancien membre de l'UC puis de l'Union multiraciale avant sa transformation en FULK en 1975. Il prône le rejet total de toute concession aux indépendantistes, mais aussi un certain anti-autonomisme et une attitude ferme face au FLNKS, appelant les éleveurs d'origine européenne à se défendre eux-mêmes s'il le faut.

## Organisation du scrutin
Le nouveau régime électoral est défini par la loi no 84-756 du 7 août 1984 relative à la composition et à la formation de l'assemblée territoriale de Nouvelle-Calédonie et Dépendances. Le scrutin a lieu au suffrage universel direct, élisant pour un mandat de cinq ans à la proportionnelle de liste 42 conseillers territoriaux (contre 36 depuis 1979), répartis en quatre circonscriptions : 
- sud (Nouméa, Dumbéa, Mont-Dore, île des Pins, Yaté) : 17 sièges ;
- ouest (Bélep, Poum, Ouégoa, Koumac, Kaala-Gomen, Voh, Koné, Pouembout, Poya, Bourail, Moindou, La Foa, Farino, Sarraméa, Boulouparis, Païta) : 9 sièges (au lieu de 7) ;
- est (Pouébo, Hienghène, Touho, Poindimié, Ponerihouen, Houaïlou, Canala, Thio) : 9 sièges (au lieu de 7) ;
- îles Loyauté (Lifou, Maré, Ouvéa) : 7 sièges (au lieu de 5).

Le seuil électoral permettant à une liste d'avoir au moins un élu est ramené de 7,5 % à 4 % des inscrits.

## Résultats
| Parti                                              | Tête de liste                     | Idéologie                                | Voix   | %      | Sièges |
| -------------------------------------------------- | --------------------------------- | ---------------------------------------- | ------ | ------ | ------ |
| Rassemblement pour la Calédonie dans la République | Jacques Lafleur et Dick Ukeiwé    | Droite chiraquienne anti-indépendantiste | 27 851 | 70,87  | 34     |
| Libération kanak socialiste                        | Maré Nidoïsh Naisseline           | Extrême gauche indépendantiste           | 2 879  | 7,33   | 6      |
| Front national                                     | Roger Galliot                     | Extrême droite anti-indépendantiste      | 2 379  | 6,05   | 1      |
| Union pour la liberté dans l'ordre                 | Jean-Pierre Aïfa et Gabriel Païta | centre autonomiste                       | 1 478  | 3,76   | 1      |
|                                                    |                                   |                                          |        |        |        |
| Inscrits                                           | Inscrits                          | Inscrits                                 | 78 271 | 100,00 |        |
| Votants                                            | Votants                           | Votants                                  |        | 57,50  |        |
| Exprimés                                           | Exprimés                          | Exprimés                                 | 39 296 | 87,31  |        |

| Parti                                              | Sud | Ouest | Est | Îles |
| -------------------------------------------------- | --- | ----- | --- | ---- |
| Rassemblement pour la Calédonie dans la République | 17  | 8     | 6   | 3    |
| Libération kanak socialiste                        |     |       | 2   | 4    |
| Front national                                     |     |       | 1   |      |
| Union pour la liberté dans l'ordre                 |     | 1     |     |      |

| Parti                                              | Sud | Ouest | Est                                                                                         | Îles                                                               |
| -------------------------------------------------- | --- | --- | ------------------------------------------------------------------------------------------- | ------------------------------------------------------------------ |
| Rassemblement pour la Calédonie dans la République | Jacques Lafleur, Jean Lèques, Harold Martin, Albert Etuvé, Max Frouin, Jean-Claude Briault, Georges Faure, Victorin Boewa, Françoise Chaverot, Daniel Laborde, Henri Leleu, Atélémo Taofifenua, Philippa Ma-Moon, Claude Lemaître, Justin Guillemard, Patrice Muller, Wassissi Kapua | Dick Ukeiwé, Robert Frouin, Sosimo Malalua, Robert Saggio, Jean Guindon, Michaël Meunier-Malignon, Apou Thidjite, Naco Voudjo | Auguste Parawi-Reybas, Maurice Nénou, Henri Wetta, Jules Ate, Jacques Mainguet, Félix Belle | Robert Naxue Paouta, Goïne Ferdinand Wamo, Simijane Yeiwie         |
| Libération kanak socialiste                        | | | Francis Poadouy, Mathias Nechero                                                            | Nidoïsh Naisseline, Basile Citré, Jacques Lalié, William Trongadjo |
| Front national                                     | | | Roger Galliot                                                                               |                                                                    |
| Union pour la liberté dans l'ordre                 | | Jean-Pierre Aïfa |                                                                                             |                                                                    |

## Conséquences
Du fait du « boycott actif » du FLNKS, l'abstention est forte, même si plus d'un électeur sur deux se rend tout de même aux urnes. Elle est particulièrement élevée dans les deux circonscriptions essentiellement peuplées de Kanaks : 80,88 % sur la côte Est et 78,8 % aux Îles Loyauté. Surtout, avec 70,87 % des suffrages exprimés et 34 sièges sur 42 (dont la totalité de ceux du Sud), le RPCR confirme qu'il conserve la confiance de la quasi-totalité de l'électorat anti-indépendantiste. Jean Lèques est élu président de l'Assemblée territoriale le 22 novembre 1984.  
Dick Ukeiwé est élu le 23 novembre 1984 président du gouvernement par 35 voix contre 7 abstentions, Roger Galliot du FN ayant voté pour lui mais Jean-Pierre Aïfa de la liste ULO ayant choisi de ne pas se prononcer. Il nomme ses neuf ministres (dont quatre mélanésiens) le jour même :   
- Yves Magnier : vice-président, ministre des Ressources naturelles, de la Recherche scientifique et de l'Environnement, Porte-parole du gouvernement ;
- Pierre Frogier : ministre de l'Économie et des Finances, chargé des Affaires intérieures ;
- Michel Kauma : ministre de l'Agriculture ;
- Delin Wéma : ministre de l'Enseignement et de la Formation professionnelle, chargé des Relations avec les communes ;
- Charles Lavoix : ministre de l'Équipement, du Tourisme, des Transports et des Communications ;
- Pierre Maresca : ministre de la Santé et des Affaires sociales ;
- Joseph Tidjine : ministre de la Culture et de l'Artisanat, chargé des relations avec l'Assemblée territoriale et l'Assemblée des Pays ;
- Denis Milliard : ministre du Travail et de l'Emploi, chargé de la Fonction publique ;
- Goïne Ferdinand Wamo : ministre de la Jeunesse et des Sports, chargé de l'organisation des Jeux du Pacifique.

Pourtant, ce gouvernement n'a qu'un contrôle limité de la situation, le FLNKS contrôlant de fait une partie du Territoire, notamment sur la côte Est et aux Îles Loyauté. Il se dote d'ailleurs d'institutions parallèles, clandestines : le 1er décembre 1984, est hissé pour la première fois à la tribu de La Conception au Mont-Dore le drapeau dit « de Kanaky », « Kanaky » ou « indépendantiste », et le même jour un « Gouvernement provisoire de Kanaky » (GPK) est formé par Jean-Marie Tjibaou qui le préside, avec quatre membres :    
- un ministre de l'Intérieur et des Communications, André Gopoea (cofondateur de l'UPM), chargé surtout des questions foncières ;
- un ministre de la Sécurité, Éloi Machoro (secrétaire général de l'UC) puis, après sa mort le 12 janvier 1985, Léopold Jorédié, chargé d'organiser le boycott actif et les actions sur le terrain ;
- un ministre des Relations extérieures, Yann Céléné Uregeï (leader du FULK), chargé d'obtenir le soutien d'États souverains (surtout les pays mélanésiens voisins, et notamment le Vanuatu, mais aussi ceux du mouvement des non-alignés et en particulier la Jamahiriya arabe libyenne de Mouammar Kadhafi) et de relayer les revendications du FLNKS auprès des instances régionales (le Forum des îles du Pacifique) et internationales (l'Assemblée générale des Nations unies qui vote le 2 décembre 1986 à la majorité des 3/5e de ses membres la résolution 41/41 A affirmant « le droit inaliénable du peuple de la Nouvelle-Calédonie à l’autodétermination et à l’indépendance » et inscrivant l'archipel sur la Liste des territoires non autonomes selon l'ONU) ;
- un porte-parole, ministre des Finances et de la Solidarité nationale, Yeiwéné Yeiwéné (UC), chargé de la trésorerie du mouvement indépendantiste et des questions identitaires, culturelles ou éducatives (avec les Écoles populaires kanak), ainsi que de la propagande via notamment l'Agence kanak de presse (AKP) confiée à Jean-Pierre Deteix (Comité Pierre Declercq et secrétaire général du GPK), Radio Djiido fondée en 1985 par Octave Togna (UC).

Il est élu par une « Convention nationale de Kanaky » (CNK) composée de 37 « députés » désignés par les conventions régionales des comités de lutte locaux (un comité est établi par commune initialement pour y organiser le boycott actif, les barricades, les coups de force et occupations de propriétés publiques ou privées appartenant à des Calédoniens d'origine européenne, le comité de lutte est également chargé à partir du congrès de Nakéty du 9 février 1985 de l'organisation économique et sociale). Il est pourtant contrôlé et subordonné, tout particulièrement après le congrès de Nakéty, par le bureau politique (BP) du FLNKS, composé de deux représentants par parti et « groupe de pression » formant le front. Le GPK est à partir de là chargé d'entériner les décisions du congrès et du BP, de les faire appliquer et connaître et d'administrer le mouvement indépendantiste. 
Et les affrontements entre les deux camps va en empirant après les élections territoriales. Un véritable « siège de Thio » par les indépendantistes emmenés par Éloi Machoro début le 20 novembre 1984 : les propriétaires Caldoches  sont désarmés et la gendarmerie occupée. Des heurts entre forces de l'ordre et indépendantistes ont aussi lieu à Ponerihouen et Ouvéa. Un échange de coups de feu à Ouégoa le 30 novembre fait officiellement deux morts et officieusement huit. Un éleveur caldoche est tué lors d'un affrontement sur un barrage le 2 décembre, et trois jours plus tard, dix militants indépendantistes, dont deux frères du leader du FLNKS Jean-Marie Tjibaou, sont tués dans une embuscade montés par des anti-indépendantistes près de la tribu de Tiendanite à Hienghène en représailles aux incendies et aux pillages répétés de maisons de Caldoches par les militants du FLNKS dans les environs. Malgré ce drame, le FLNKS et Jean-Marie Tjibaou confirment leur mot d'ordre de lever les barrages. L'État tente de reprendre les choses en main en nommant le 1er décembre 1984 Edgard Pisani comme nouveau Haut-commissaire de la République. Celui-ci arrive sur le Territoire trois jours plus tard, tandis que débute l'évacuation par hélicoptères des familles Caldoches des zones contrôlées par le FLNKS : ceux restés sur place annoncent qu'il se défendront par leurs propres moyens, et Jacques Lafleur, le 23 décembre, déclare la Nouvelle-Calédonie en état de « légitime défense ». Edgard Pisani annonce le 7 janvier 1985 son projet « d'indépendance-association », prévoyant l'organisation en juillet d'un référendum qui donnerait le choix entre le maintien dans la République française ou la création d'un État indépendant associé à la France. Le RPCR réplique le 25 janvier suivant par la voix du président du gouvernement du Territoire Dick Ukeiwé : il propose un statut de type fédéral, tandis que l'Assemblée territoriale vote massivement contre le projet de référendum et d'« indépendance-association » le 31 mai. Le FLNKS également rejette le « plan Pisani » lors de son congrès de Nakéty le 9 février.  
Le mois de janvier 1985 est particulièrement sanglant. Le 11, Yves Tual, jeune de 17 ans, est tué par des militants indépendantistes sur la propriété de ses parents près de Thio. Cette mort entraîne de violentes émeutes anti-indépendantistes à Nouméa, pourtant jusque là épargnée par les affrontements, dans la nuit du 11 au 12 janvier. Les commerces de personnalités indépendantistes dans la capitale sont pris d'assauts[pas clair], incendiés ou pillés : la pharmacie générale (appartenant à Maurice Lenormand), la station service d'André Dang, entre autres. Les manifestants loyalistes convergent vers le Haut-commissariat. Le bilan se dresse à 48 blessés et 51 interpellations. Le 12 janvier, Éloi Machoro est abattu d'une balle dans la poitrine par un membre du GIGN avec un autre militant indépendantiste, Marcel Nonnaro, dans une ferme de La Foa qu'ils occupaient. Le même jour, l'état d'urgence est déclaré et le couvre-feu installé en Nouvelle-Calédonie (ce dernier n'est levé que le 14 juin, et l'état d'urgence le 30 juin). La violence est généralisée de mars à décembre 1985 : des affrontements se succèdent jours et nuits sur l'ensemble du Territoire dans un climat de quasi guerre civile, avec assassinats, incendies, grèves, manifestations, barrages, plasticages, sabotages, arrestations et opérations militaires. 
Un nouveau statut est proposé par Edgard Pisani (désormais ministre chargé de la Nouvelle-Calédonie dans le gouvernement socialiste de Laurent Fabius depuis le 21 mai) et le Premier ministre Laurent Fabius le 23 août 1985 : il accorde plus d'autonomie à la Nouvelle-Calédonie, avec surtout la création de quatre Régions (Nord, Centre, Sud et Îles) disposant chacune d'un conseil élu au suffrage universel à la proportionnelle de liste, la réunion de ces quatre conseils formant le Congrès du Territoire qui remplace l'Assemblée territoriale de Nouvelle-Calédonie. L'exécutif appartient de nouveau au Haut-commissaire toutefois secondé par un Conseil exécutif dirigé par le président du Congrès et composé des 4 présidents de Région. Il est créé également dans chaque région un conseil consultatif coutumier, dont la réunion forme le conseil coutumier territorial. L'Assemblée territoriale est donc dissoute neuf mois après son élection, et les premières « élections régionales » sont fixées pour le 29 septembre suivant : le FLNKS décide cette fois d'y participer.